# Бочкарёва, Аграфена Терентьевна
Аграфена Терентьевна Бочкарёва (1902 год, село Лебединовка — 1974 год, Фрунзе, Киргизская ССР) — звеньевая колхоза «Гигант» Ворошиловского района Фрунзенской области Киргизсккой ССР. Герой Социалистического Труда (1949).

## Биография
Родилась в 1902 году в крестьянской семье в селе Лебединовка.
С 1937 года — рядовая колхозница, с 1946 года — звеньевая свекловодческого звена колхоза «Гигант» Ворошиловского района.
В 1947 году звено Аграфены Бочкарёвой собрало в среднем с каждого гектара по 692 центнера сахарной свёклы на участке площадью 7,65 гектаров и в 1948 году — в среднем по 857 центнеров сахарной свёклы с каждого гектара на участке площадью 3,5 гектаров.
Указом Президиума Верховного Совета СССР от 26 марта 1948 года за успехи в труде награждена орденом Ленина.
Указом Президиум Верховного Совета СССР от 16 мая 1949 года удостоена звания Героя Социалистического Труда с вручением ордена Ленина и золотой медали «Серп и Молот».
С 1968 года — персональный пенсионер союзного значения. Проживала в селе Аламудун (ныне — пригород Бишкека).
Скончалась в 1974 году.